# DREAMS COME TRUE 裏ドリワンダーランド 2012/2013
『DREAMS COME TRUE 裏ドリワンダーランド 2012/2013』（ドリームズカムトゥルー うらドリワンダーランド にせんじゅうに にせんじゅうさん）は、DREAMS COME TRUEのライブビデオ。2013年6月19日発売。

## 解説
- 2012年秋から2013年初冬にかけて行われた、30万人を動員したアリーナツアーの模様を商品化。
- ライブ開始から終了まで、MCや曲間に至るまでを全てノーカットで収録。ただし、アンコール待ち時間のみカットされている。
- このツアーは、4年に一度のベストヒットライブツアー「史上最強の移動遊園地 DREAMS COME TRUE WONDERLAND」の「裏」ともいえる、比較的マニアックな楽曲を演奏するツアーである。セットは、13年ぶりにセンターステージが採用されている。
- DVD初回限定盤（2DVD+1CD）、DVD通常盤（2DVD）、Blu-ray通常盤（1Blu-ray）、さらに、ローソン・ミニストップだけで販売したLoppi限定盤（1Blu-ray+1CD）の全4形態で発売。本編はDVDが2枚、Blu-rayが1枚に収録。DVD初回限定盤・Loppi限定盤には、本編から15曲の音源を収録した「裏ワン ライブ音源BEST CD」のCD、フォトブックが付属しており、パッケージはデジパック仕様となっている。
- 特典映像として、「S+AKS ドキュメンタリー」と、「THE DCT BANDインタビュー」が収録されている。これらの映像を、楽曲の間に組み込んで見ることもできるようになっている。
- DVD盤は「モンキーガール 豪華客船の旅」までがDisc 1、「黒ドリMEDLEY」以降がDisc 2となっている。

## 収録曲

### 本編
1. A theme of the WONDERLAND〜STH1 Boss - Masa's Demo version -
2. SWEET REVENGE
3. 嵐が来る
4. Don't You Say…
5. 東京ATLAS
6. 戦いの火蓋
7. バイバイ
8. 2人のDIFFERENCE
9. 涙とたたかってる
10. 愛してる 愛してた
11. 夢で逢ってるから
12. せちゅなくて 〜オホーチュクにたたずむ男(トレイン)〜
13. 沈没船のモンキーガール
14. モンキーガール 豪華客船の旅
15. 黒ドリMEDLEY
16. LIES, LIES.
17. SPOON ME, BABY ME
18. i think you do
19. 愛がたどりつく場所
20. 想像を超える明日へ
21. SNOW DANCE
22. 連れてって 連れてって
23. WINTER SONG 〜DANCING SNOWFLAKES VERSION〜
24. 愛して笑ってうれしくて涙して
25. 何度でも
26. MY TIME TO SHINE

### 裏ワン ライブ音源BEST CD
DVD初回限定盤、Loppi限定盤に付属。
1. SWEET REVENGE
2. 嵐が来る
3. Don't You Say…
4. 東京ATLAS
5. バイバイ
6. 2人のDIFFERENCE
7. 涙とたたかってる
8. 愛してる 愛してた
9. 夢で逢ってるから
10. 沈没船のモンキーガール
11. モンキーガール 豪華客船の旅
12. 黒ドリMEDLEY
13. LIES, LIES.
14. SPOON ME, BABY ME
15. i think you do